# Glochidion ferdinandii
Glochidion ferdinandi là một loài thực vật có hoa trong họ Diệp hạ châu. Loài này được (Müll.Arg.) F.M.Bailey mô tả khoa học đầu tiên năm 1902.

## Hình ảnh

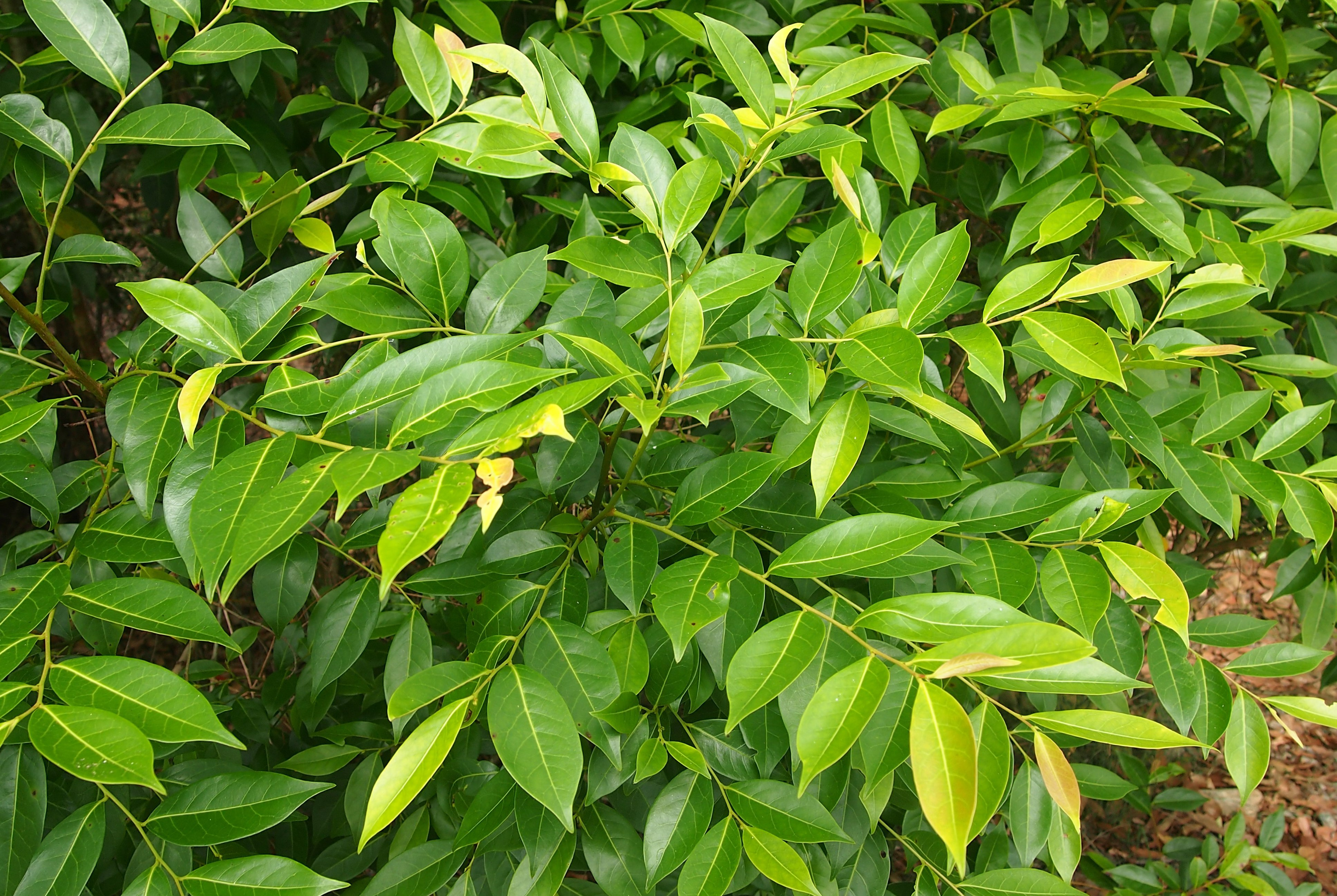
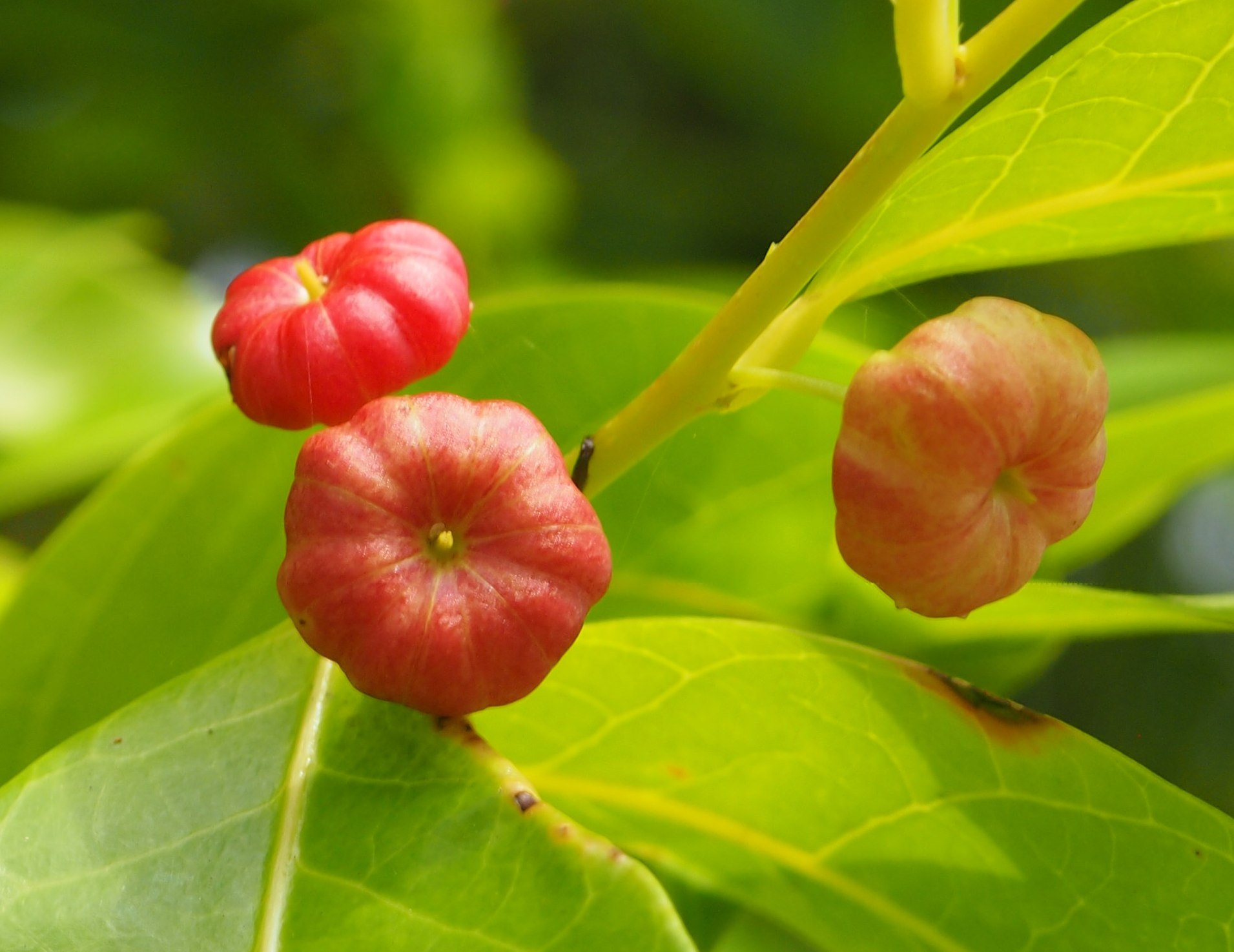
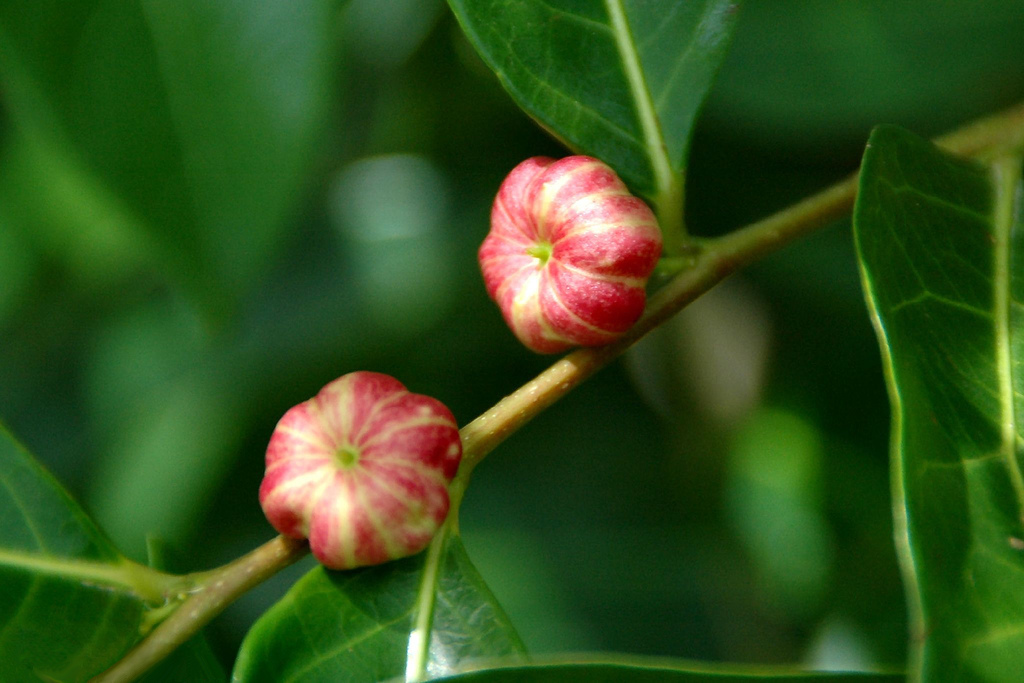